# Forêt de Sillé
La forêt domaniale de Sillé est une forêt située aux confins des départements de la Mayenne (Saint-Pierre-sur-Orthe, Saint-Germain-de-Coulamer...) à l'ouest, et de la Sarthe (Sillé-le-Guillaume, Rouessé-Vassé, Mont-Saint-Jean, Montreuil-le-Chétif...) à l'est.

## Présentation
Ancienne propriété des barons de Sillé, la forêt est achetée par Louis XIV en 1683 pour sa fille légitimé la Mademoiselle de Blois. La forêt d'environ 3 500ha devint propriété de l'État en 1925. Depuis la fin du XVIe siècle, la forêt a été exploitée pour fournir le charbon de bois nécessaire à la métallurgie. Au cœur de ce massif forestier, un lac de 40 ha permet de pratiquer de nombreuses activités nautiques ; pratique également de l'escalade sur les sites de Rochebrune ou du Saut du Serf.
On distingue deux forêts : celle de Sillé et le bois de Pezé au nord-est de celle-ci.